# Eleições autárquicas de 2013 em Beja
As eleições autárquicas de 2013 serviram para eleger os diferentes órgãos do poder local autárquico do concelho de Beja.
A Coligação Democrática Unitária (PCP-PEV) recuperou uma autarquia perdida em 2009 para o PS num dos resultados mais disputados destas eleições. Os comunistas recuperavam a autarquia por uma diferença de pouco mais de 300 votos para os socialistas.

## Resultados Oficiais
Os resultados nas eleições autárquicas de 2013 no concelho de Beja para os diferentes órgãos do poder local foram os seguintes:

### Câmara Municipal
| Partido                 | Partido                        | Votos  | %               | +/-  | Vereadores | +/-  |
| ----------------------- | ------------------------------ | ------ | --------------- | ---- | ---------- | ---- |
|                         | Coligação Democrática Unitária | 7 438  | 43,42 / 100,00  | 1,76 | 4 / 7      | 1    |
|                         | Partido Socialista             | 7 135  | 41,65 / 100,00  | 4,07 | 3 / 7      | 1    |
|                         | PSD-CDS                        | 1 064  | 6,21 / 100,00   | -    | 0 / 7      | -    |
|                         | Por Beja com Todos             | 750    | 4,38 / 100,00   | Novo | 0 / 7      | Novo |
| Votos Inválidos         | Votos Inválidos                | 745    | 4,35 / 100,00   | 2,32 |            |      |
| Total                   | Total                          | 17 132 | 100,00 / 100,00 |      | 7 / 7      |      |
| Eleitorado/Participação | Eleitorado/Participação        | 30 268 | 56,60 / 100,00  | 4,07 |            |      |

### Assembleia Municipal
| Partido                 | Partido                        | Votos  | %               | +/-  | Mandatos | +/-  |
| ----------------------- | ------------------------------ | ------ | --------------- | ---- | -------- | ---- |
|                         | Coligação Democrática Unitária | 7 255  | 42,34 / 100,00  | 1,64 | 10 / 21  | 1    |
|                         | Partido Socialista             | 6 509  | 37,99 / 100,00  | 3,02 | 8 / 21   | 1    |
|                         | PSD-CDS                        | 1 580  | 9,22 / 100,00   | -    | 2 / 21   | -    |
|                         | Por Beja com Todos             | 964    | 5,63 / 100,00   | Novo | 1 / 21   | Novo |
| Votos Inválidos         | Votos Inválidos                | 826    | 4,82 / 100,00   | 2,36 |          |      |
| Total                   | Total                          | 17 134 | 100,00 / 100,00 |      | 21 / 21  |      |
| Eleitorado/Participação | Eleitorado/Participação        | 30 268 | 56,61 / 100,00  | 4,05 |          |      |

### Juntas de Freguesia
| Partido                 | Partido                        | Votos  | %               | +/-  | Presidentes | Mandatos  | +/- |
| ----------------------- | ------------------------------ | ------ | --------------- | ---- | ----------- | --------- | --- |
|                         | Coligação Democrática Unitária | 7 281  | 42,50 / 100,00  | 0,33 | 9 / 12      | 50 / 104  | 24  |
|                         | Partido Socialista             | 6 236  | 36,40 / 100,00  | 3,38 | 2 / 12      | 45 / 104  | 19  |
|                         | PSD-CDS                        | 1 464  | 8,54 / 100,00   | -    | 0 / 12      | 3 / 104   | -   |
|                         | Grupo de Cidadãos              | 895    | 5,22 / 100,00   | -    | 1 / 12      | 5 / 104   | -   |
|                         | Partido Social Democrata       | 446    | 2,60 / 100,00   | 8,72 | 0 / 12      | 1 / 104   | 7   |
| Votos Inválidos         | Votos Inválidos                | 811    | 4,74 / 100,00   | 2,18 |             |           |     |
| Total                   | Total                          | 17 133 | 100,00 / 100,00 |      | 12 / 12     | 104 / 104 | 43  |
| Eleitorado/Participação | Eleitorado/Participação        | 30 268 | 56,60 / 100,00  | 4,05 |             |           |     |

## Resultados por Freguesia

### Câmara Municipal
| Freguesia                                | %     | %     | %        | %     | Votantes |
| Freguesia                                | CDU   | PS    | PSD- CDS | PBCT  | Votantes |
| ---------------------------------------- | ----- | ----- | -------- | ----- | -------- |
| Albernoa e Trindade                      | 45,12 | 48,68 | 2,95     | 1,09  | 645      |
| Baleizão                                 | 62,99 | 27,61 | 2,25     | 4,91  | 489      |
| Beja (Salvador e Santa Maria da Feira)   | 41,21 | 41,30 | 7,46     | 5,32  | 4 395    |
| Beja (Santiago Maior e São João Batista) | 39,09 | 42,16 | 8,83     | 4,87  | 6 464    |
| Beringel                                 | 33,16 | 55,26 | 3,82     | 3,29  | 760      |
| Cabeça Gorda                             | 54,85 | 37,79 | 2,33     | 1,23  | 815      |
| Nossa Senhora das Neves                  | 56,86 | 34,85 | 1,88     | 2,99  | 904      |
| Salvada e Quintos                        | 55,15 | 36,69 | 3,91     | 0,83  | 845      |
| Santa Clara de Louredo                   | 54,74 | 38,32 | 0,21     | 3,37  | 475      |
| Santa Vitória e Mombeja                  | 47,25 | 45,15 | 1,94     | 1,62  | 618      |
| São Matias                               | 29,72 | 48,61 | 2,78     | 16,67 | 360      |
| Trigaches e São Brissos                  | 45,03 | 43,37 | 3,87     | 4,14  | 362      |
| Beja                                     | 43,42 | 41,65 | 6,21     | 4,38  | 17 132   |

### Assembleia Municipal
| Freguesia                                | %     | %     | %        | %     | Votantes |
| Freguesia                                | CDU   | PS    | PSD- CDS | PBCT  | Votantes |
| ---------------------------------------- | ----- | ----- | -------- | ----- | -------- |
| Albernoa e Trindade                      | 45,43 | 47,29 | 3,10     | 1,55  | 645      |
| Baleizão                                 | 62,58 | 24,34 | 3,07     | 7,16  | 489      |
| Beja (Salvador e Santa Maria da Feira)   | 40,15 | 38,56 | 9,33     | 6,94  | 4 396    |
| Beja (Santiago Maior e São João Batista) | 37,16 | 35,61 | 15,10    | 6,37  | 6 464    |
| Beringel                                 | 33,03 | 53,82 | 4,47     | 3,82  | 760      |
| Cabeça Gorda                             | 54,23 | 37,91 | 2,21     | 1,96  | 815      |
| Nossa Senhora das Neves                  | 57,08 | 32,85 | 2,99     | 3,65  | 904      |
| Salvada e Quintos                        | 54,61 | 36,17 | 4,14     | 0,83  | 846      |
| Santa Clara de Louredo                   | 54,74 | 36,42 | 1,47     | 3,79  | 475      |
| Santa Vitória e Mombeja                  | 47,41 | 44,66 | 2,27     | 2,10  | 618      |
| São Matias                               | 26,11 | 46,94 | 3,33     | 19,44 | 360      |
| Trigaches e São Brissos                  | 47,24 | 41,16 | 3,31     | 4,42  | 362      |
| Beja                                     | 42,34 | 37,99 | 9,22     | 5,63  | 17 134   |

### Juntas de Freguesia
| Freguesia                                | 2009-2013   | 2009-2013                      | 2009-2013      | 2013-2017 | 2013-2017                      | 2013-2017      |
| ---------------------------------------- | ----------- | ------------------------------ | -------------- | --------- | ------------------------------ | -------------- |
| Albernoa e Trindade                      | Não Existia | Não Existia                    | Não Existia    |           | Coligação Democrática Unitária | 50,23 / 100,00 |
| Baleizão                                 |             | Coligação Democrática Unitária | 62,80 / 100,00 |           | Coligação Democrática Unitária | 58,90 / 100,00 |
| Beja (Salvador e Santa Maria da Feira)   | Não Existia | Não Existia                    | Não Existia    |           | Coligação Democrática Unitária | 40,08 / 100,00 |
| Beja (Santiago Maior e São João Batista) | Não Existia | Não Existia                    | Não Existia    |           | Coligação Democrática Unitária | 36,17 / 100,00 |
| Beringel                                 |             | Coligação Democrática Unitária | 51,15 / 100,00 |           | Partido Socialista             | 60,13 / 100,00 |
| Cabeça Gorda                             |             | Coligação Democrática Unitária | 60,92 / 100,00 |           | Coligação Democrática Unitária | 55,21 / 100,00 |
| Nossa Senhora das Neves                  |             | Coligação Democrática Unitária | 62,34 / 100,00 |           | Coligação Democrática Unitária | 64,16 / 100,00 |
| Salvada e Quintos                        | Não Existia | Não Existia                    | Não Existia    |           | Coligação Democrática Unitária | 56,69 / 100,00 |
| Santa Clara de Louredo                   |             | Coligação Democrática Unitária | 50,40 / 100,00 |           | Coligação Democrática Unitária | 60,21 / 100,00 |
| Santa Vitória e Mombeja                  | Não Existia | Não Existia                    | Não Existia    |           | Coligação Democrática Unitária | 54,05 / 100,00 |
| São Matias                               |             | Partido Socialista             | 63,99 / 100,00 |           | Grupo de Cidadãos              | 45,56 / 100,00 |
| Trigaches e São Brissos                  | Não Existia | Não Existia                    | Não Existia    |           | Partido Socialista             | 50,55 / 100,00 |